# L-Pop (banda sonora)
Disney L-Pop (banda sonora original) es la banda sonora de la serie web homónima, la cual fue lanzada el 11 de octubre de 2023 a través de Walt Disney Records. 

## Sencillo
- Xylophone: sencillo lanzado el 27 de septiembre de 2023 como promoción y tema principal de la serie. [3]

## Lista de canciones
| N.º   | Título                             | Escritor(es) | Duración |  |
| 1.    | «Xylophone»                        | Dennis Baffoe, Gustavo Branger, Léon Paul Palmen, Mila Branger, Nicky Jesse Van Der Lugt Melsert, Tim Boomsma, Valentijn Hoogwerf                                | 3:38     |  |
| 2.    | «Si sigo mi corazón (versión pop)» | Dennis Baffoe, Gustavo Branger, Léon Paul Palmen, Mila Branger, Tim Boomsma                                                                                      | 3:14     |  |
| 3.    | «MOVE»                             | Dennis Baffoe, Dino Cirone, Emil Sundbaum, Gustavo Branger, Jonas Zekkari, Nicky Jesse Van Der Lugt Melsert, Rebecka Stragefors, Tim Boomsma, Valentijn Hoogwerf | 2:53     |  |
| 4.    | «Love it or hate it»               | Dennis Baffoe, Gustavo Branger, Léon Paul Palmen, Maxine Van Breukelen, Nicky Jesse Van Der Lugt Melsert, Tim Boomsma, Tim Boomsma, Valentijn Hoogwerf           | 3:08     |  |
| 5.    | «Make this alright»                | | 2:36     |  |
| 6.    | «Club to ashes»                    | Damien Salançon, Dennis Baffoe, Dino Cirone, Emil Sundbaum, Gustavo Branger, Tim Boomsma, Valentijn Hoogwerf                                                     | 1:32     |  |
| 7.    | «White pink»                       | Damien Salançon, Dennis Baffoe, Dino Cirone, Emil Sundbaum, Gustavo Branger, Tim Boomsma, Valentijn Hoogwerf                                                     | 1:42     |  |
| 8.    | «Smooth»                           | Damien Salançon, Dennis Baffoe, Dino Cirone, Emil Sundbaum, Gustavo Branger, Tim Boomsma, Valentijn Hoogwerf                                                     | 1:31     |  |
| 9.    | «Pink Bubble gum»                  | Damien Salançon, Dennis Baffoe, Dino Cirone, Emil Sundbaum, Gustavo Branger, Tim Boomsma, Valentijn Hoogwerf                                                     | 0:38     |  |
| 10.   | «Bounce back»                      | Damien Salançon, Dennis Baffoe, Dino Cirone, Emil Sundbaum, Gustavo Branger, Tim Boomsma, Valentijn Hoogwerf                                                     | 1:16     |  |
| 11.   | «Dramedy»                          | Damien Salançon, Dennis Baffoe, Dino Cirone, Emil Sundbaum, Gustavo Branger, Tim Boomsma, Valentijn Hoogwerf                                                     | 0:48     |  |
| 12.   | «Comedy cool»                      | Damien Salançon, Dennis Baffoe, Dino Cirone, Emil Sundbaum, Gustavo Branger, Tim Boomsma, Valentijn Hoogwerf                                                     | 1:08     |  |
| 24:11 |                                    | |          |  |

## Historial de lanzamiento
| Región  | Fecha                 | Sello               | Formato                     | Ref         |
| ------- | --------------------- | ------------------- | --------------------------- | ----------- |
| Mundial | 11 de octubre de 2023 | Walt Disney Records | Descarga digital, streaming | [ 4 ] [ 5 ] |